# Telaranea fissifolia
Telaranea fissifolia là một loài rêu tản trong họ Lepidoziaceae. Loài này được (Stephani) Hürl. miêu tả khoa học lần đầu tiên năm 1985.